# Donna Lynne Champlin

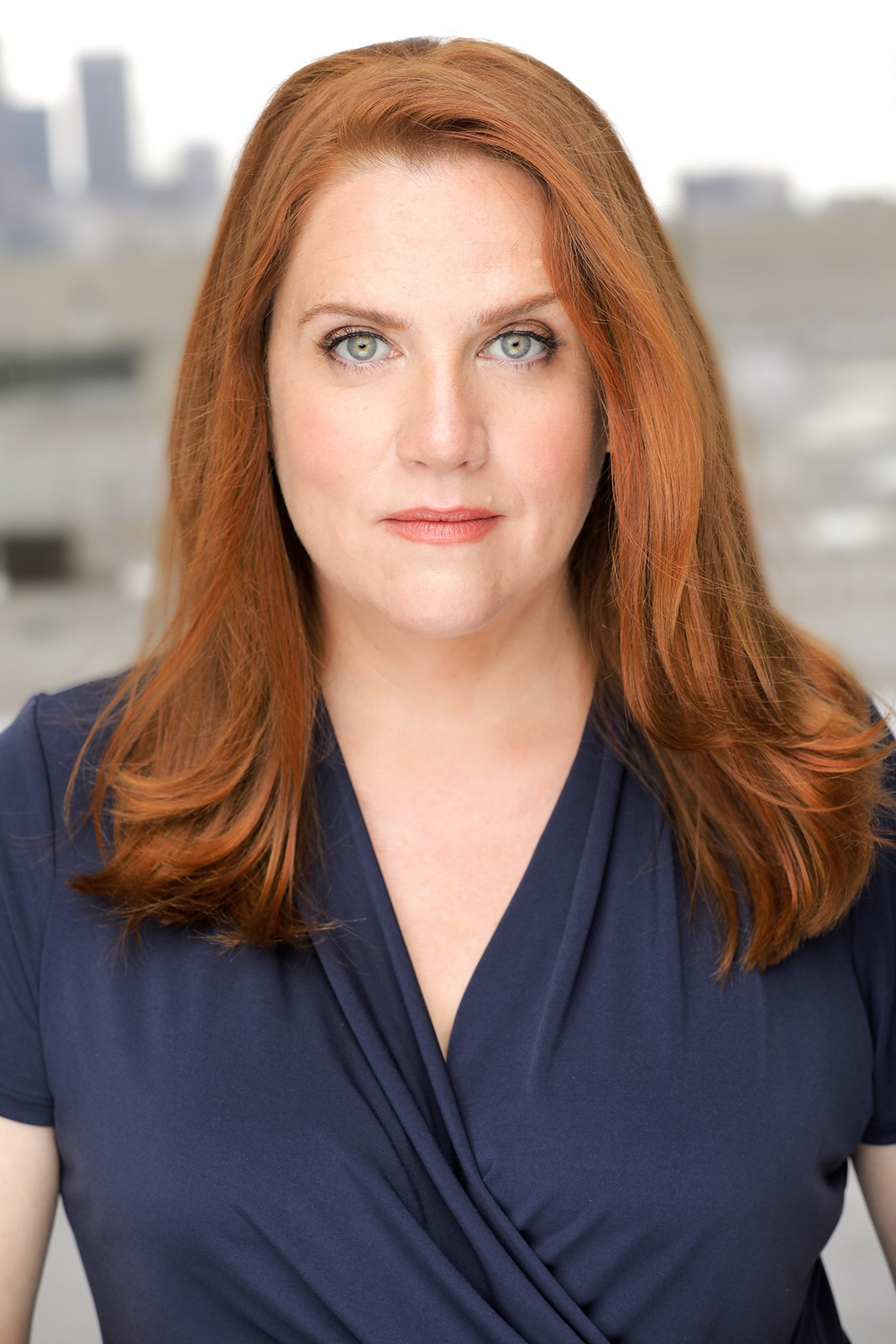
Donna Lynne Champlin (2018)

Donna Lynne Champlin (* 21. Januar 1971 in Rochester, New York) ist eine US-amerikanische
Schauspielerin in Film-Theater und Fernsehen, Sängerin, Tänzerin, Musicaldarstellerin und Synchronsprecherin. Sie wurde bekannt als Paula Proctor in der CW Comedy-Drama-Serie Crazy Ex-Girlfriend und aus der Netflix Fernsehserie Ein neuer Sommer.

## Frühleben
Champlin wurde in Rochester, New York geboren. Ihre Mutter ist Schriftstellerin und ihr Vater Wissenschaftler. Während ihrer Kindheit nahm sie an verschiedenen Unterrichtsstunden, Theaterproduktionen und nationalen und internationalen Wettbewerben in den Fächern Gesang, Klavier, Flöte, Theater und Tanz teil.
Champlin studierte Musiktheater an der Carnegie Mellon University, die
sie 1993 mit dem BFA abschloss, und studierte 1992 als Advanced Acting
Scholar in Shakespeare und Tschechow an der University of Oxford.
1992 gewann sie den Princess Grace Foundation Award in Theatre. Noch während ihres Studiums trat sie als Dorothy in The Wizard of Oz an der Pittsburgh Civic Light Opera auf.

## Karriere
Champlin übernahm die Titelrolle in Very Warm for May, ihr Broadway-Debüt in James Joyce’s The Dead, dann in By Jeeves, Hollywood Arms, Sweeney Todd, Billy Elliot the Musical, und The Dark at the Top of the Stairs, für das sie 2007 den Obie Award gewann.
Zu ihren weiteren Engagements gehören: No, No, Nanette, Very Good Eddie, The First Lady Suite, Harold and Maude, My Life with Albertine, Bloomer Girl, und Jolson.
Außerdem trat sie zusammen mit Len Cariou im Eröffnungskonzert Simply Sondheim auf, mit dem die Eröffnung des Sondheim Center for the Performing Arts gefeiert wurde.
Zu Champlins Auszeichnungen gehören der Gracie Award 2019 für die beste Nebendarstellerin, der Drama Desk Award 2013, der OBIE Award 2007, der Princess Grace Award, der Titel des National Tap Dance Champion viermal in Folge, und sie hat Stipendien von der National Foundation for Advancement in the Arts, dem Anna Sosenko Trust, der Princess Grace Foundation und das Charlie Willard Memorial Grant erhalten.
Zu Champlins Film- und Fernsehrollen gehören The Dark Half, die Moderation des Tony Awards 2000 und 2006 und der Fernsehsendung The View, Law & Order, The Good Wife, The Good Fight, The Good Doctor und Live with Regis and Kelly. Von 2015 bis 2019 spielte sie die Rolle der Paula Proctor in der The CW Comedy-Drama-Serie Crazy Ex-Girlfriend. Im Jahr 2022 trat sie in der Showtime-Serie The First Lady auf.
Champlin hat ein Soloalbum mit dem Titel Old Friends veröffentlicht, führt eine One-Woman-Show mit dem Titel Finishing the Hat auf und unterrichtet Schauspiel an der Carnegie Mellon University, der University of Hartford und der New York University.

## Privatleben
Champlin ist seit 2010 mit dem Schauspieler Andrew Arrow verheiratet, mit dem sie ein Kind hat. Sie leben in New York City.
In ihrer Freizeit sammelt sie Spenden für charitative Organisationen JDRF, BCEFA und  The Actors Fund of America.

## Filmographie (Auswahl)
- 1993: Stephen Kings Stark (The Dark Half)
- 2001: By Jeeves (Fernsehfilm)
- 2008: The Audition (Kurzfilm)
- 2008, 2010: Law & Order (Fernsehserie, 2 Folgen)
- 2011: My Father's Will (Kinofilm)
- 2013: Mother's Day (Fernsehfilm)
- 2011–2014: Submissions Only (Fernsehserie, 6 Folgen)
- 2014: The Good Wife (Fernsehserie, 1 Folge)
- 2015: Younger (Fernsehserie, 1 Folge)
- 2017: Downsizing
- 2018: Another Period (Fernsehserie, 6 Folgen)
- 2019: Yes, God, Yes – Böse Mädchen beichten nicht (Yes, God, Yes)
- 2015–2019: Crazy Ex-Girlfriend (Fernsehserie, 61 Folgen)
- 2020: The Good Fight (Fernsehserie, 1 Folge)
- 2021: The Blacklist (Fernsehserie, 1 Folge)
- 2022: The Good Doctor (Fernsehserie, 1 Folge)
- 2022: The First Lady (Fernsehserie, 6 Folgen)
- 2023: Five Questions (Kurzfilm)
- 2024: Ein neuer Sommer (The Perfect Couple, Fernsehserie, 6 Folgen)
- 2025: Elsbeth (Fernsehserie, 1 Folge)

## Produktion
- 2023: Pretty Doesn't Hurt (Kurzfilm)[20]

## Podcast
- 2020–2021: In Strange Woods (Podcast Serie), als Kathy[21]

## Theater (Auswahl)
- 2000: James Joyce’s The Dead (Broadway, New York)
- 2001: By Jeeves (Broadway, New York)
- 2002–2003: Hollywood Arms (Broadway, New York)
- 2003: My Life with Albertine (OFF-Broadway, New York)
- 2005–2006: Sweeney Todd (Broadway, New York)
- 2008–2012: Billy Elliot the Musical (Broadway, New York)
- 2010: See Rock City & Other Destinations (OFF-Broadway, New York)
- 2021: Sweeney Todd (Broadway, New York)

## Synchronisation (Auswahl)
- 2019: Star gegen die Mächte des Bösen (Fernsehserie, 4 Folgen) als Maude
- 2021: Centaurworld (Fernsehserie, 1 Folge) als Prairiedogtaur
- 2022: Baby Sharks große Show! (Fernsehserie, 1 Folge) als Sammi Slickfish
- 2024: Batman: Caped Crusader (Fernsehserie, 1 Folge) als Leslie Thompkins

## Musik (Auswahl)
- 2009: Album: Old Friends
- 2015–2019: Staffel-Soundtracks von Crazy Ex-Girlfriend
- 2021: Soundtrack Centaurworld

## Auszeichnungen und Nominierungen
- 1993: Prince Grace Award nominiert und gewonnen in der Kategorie: Theater
- 2007: Obie Award nominiert und gewonnen für Stairs
- 2008: NYMF Award for Excellence nominiert und gewonnen für Love Jerry
- 2013: Drama Desk Award nominiert und gewonnen in der Kategorie: Musical
- 2017: Gracie Awards nominiert und gewonnen für Crazy Ex-Girlfriend[22]